# Togoville
Togoville este un oraș situat în partea sudică a statului Togo, pe malul lacului Togo. Inițial a purtat numele de Togo. Țara și-a luat acest nume în momentul în care Gustav Nachtigal a semnat în 1884 un tratat cu șeful local, Mlapa III, prin care se recunoștea suzeranitatea Germaniei asupra a ceea ce urma să devină statul Togo.